# Bindi

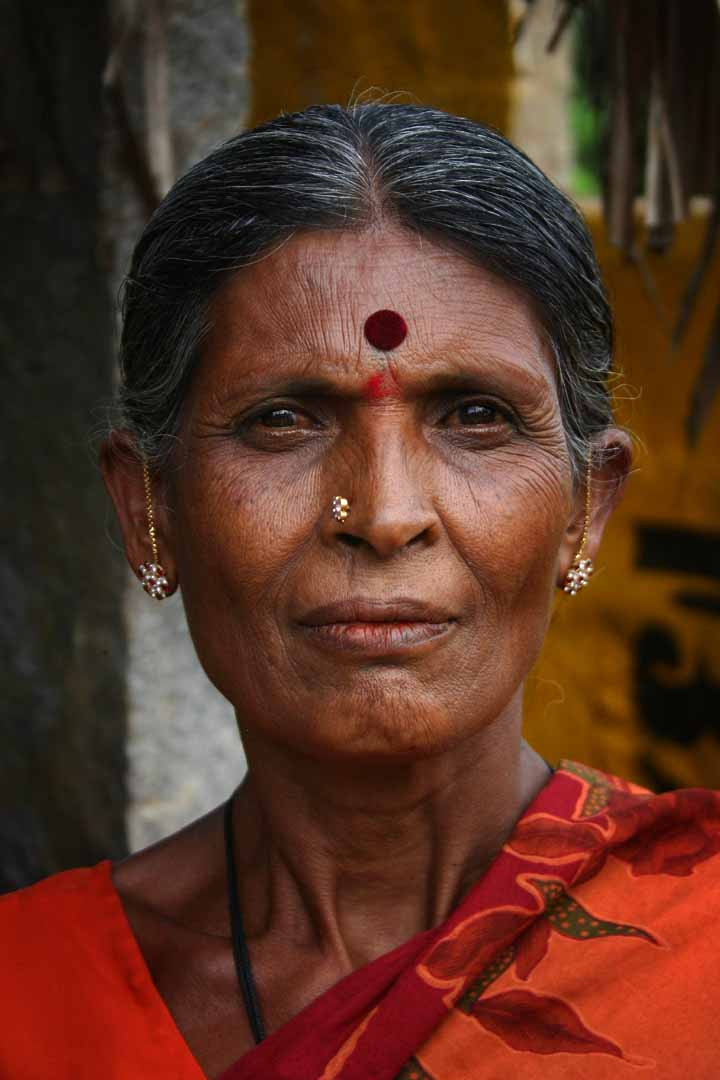
Mujer india con el bindi en la frente.

El bindi (del sánscrito bindu, 'gota' o 'punto') es un elemento decorativo de la frente utilizado en Asia meridional (principalmente India) y el sudeste asiático. Tradicionalmente, es un punto de color rojo coloreado en la parte central de la frente, cerca de las cejas. Pese a que dicho punto no es exclusivo de las mujeres, usualmente se usa el color rojo para mujeres casadas, y negro, para las solteras.

## Nombres
El bindi recibe los siguientes nombres:
- tikli en maratí.
- pottu en tamil y malayam.
- tilak en hindi.
- chandlo en gujaratí.
- bottu o tílakam en telugú.
- bottu o tílak en canarés.
- tip en bengalí.
- nande es un término utilizado erróneamente en Malasia para designar al bindi; puede ser peyorativo.

En ocasiones los términos sindur, kumkum o kasturi se utilizan para hacer referencia al material utilizado para hacer la marca.

## Significado religioso

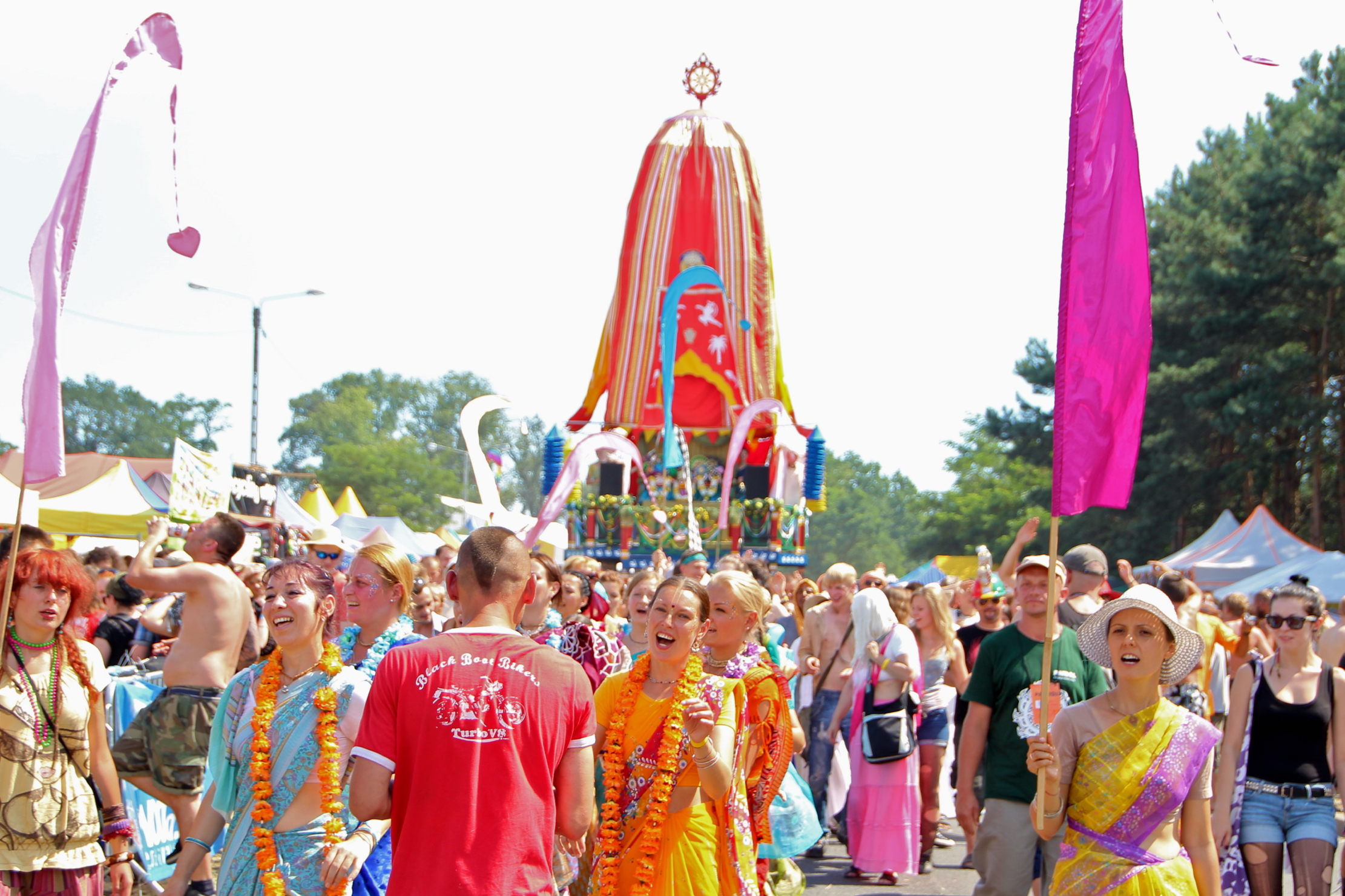
varias personas con Bindi.

Desde un punto de vista místico, el lugar donde se marca este símbolo se llama agñá-chakra y tercer ojo.
El área entre las cejas, donde se coloca el bindi, se considera el sexto chakra, el agñá, el lugar de la sabiduría.
De acuerdo con los seguidores del tantrismo, este chakra es el punto de salida para la energía kundalinī. Se dice que el bindi retiene la energía y fortalece la concentración.